# Fürstentum Fürstenberg
Das Fürstentum Fürstenberg ist der Oberbegriff für die von den Reichsfürsten zu Fürstenberg regierten Gebiete im schwäbischen Reichskreis. Als reichsunmittelbares Territorium existierte das Fürstentum von der Erhebung Hermann Egons in den Reichsfürstenstand (1664) bis zur Mediatisierung 1806.

## Größe und Bevölkerung
Unter Froben Ferdinand von Fürstenberg-Mößkirch (1664–1741) reichte das nach modernen und effizienten Verwaltungsgesichtspunkten organisierte Herrschaftskonglomerat von Löffingen im Westen bis nach Neufra an der Donau und vom Bodensee bis nach Trochtelfingen.
Bei der Mediatisierung 1806 kam das Fürstentum Fürstenberg überwiegend zum Großherzogtum Baden. Dieser Teil machte 29,96 Quadratmeilen mit 71.699 Einwohnern aus. Für das gesamte Fürstentum werden als Schätzwert für das Jahr 1770 ca. 2.000 km² mit 79.000 Einwohnern angegeben.
Die Markgrafschaft Baden-Durlach umfasste etwa 1.631 km² und hatte 1746 ca. 90.000 Einwohner, d. h. das Fürstentum Fürstenberg war in der Mitte des 18. Jahrhunderts neben dem Herzogtum Württemberg und der Markgrafschaft Baden-Durlach das bedeutendste Territorium im schwäbischen Reichskreis.

## Residenzstädte
Von 1664 bis 1716 war die Residenz in Heiligenberg. 1716 bis 1723 waren die Residenzen der beiden Teil-Fürstentümer in Stühlingen und Meßkirch.
1723 verlegte Fürst Joseph Wilhelm seine Residenz von Stühlingen nach Donaueschingen, das auch nach dem Absterben der Linie Fürstenberg-Meßkirch die Residenzstadt des nun vereinigten Fürstentums blieb.

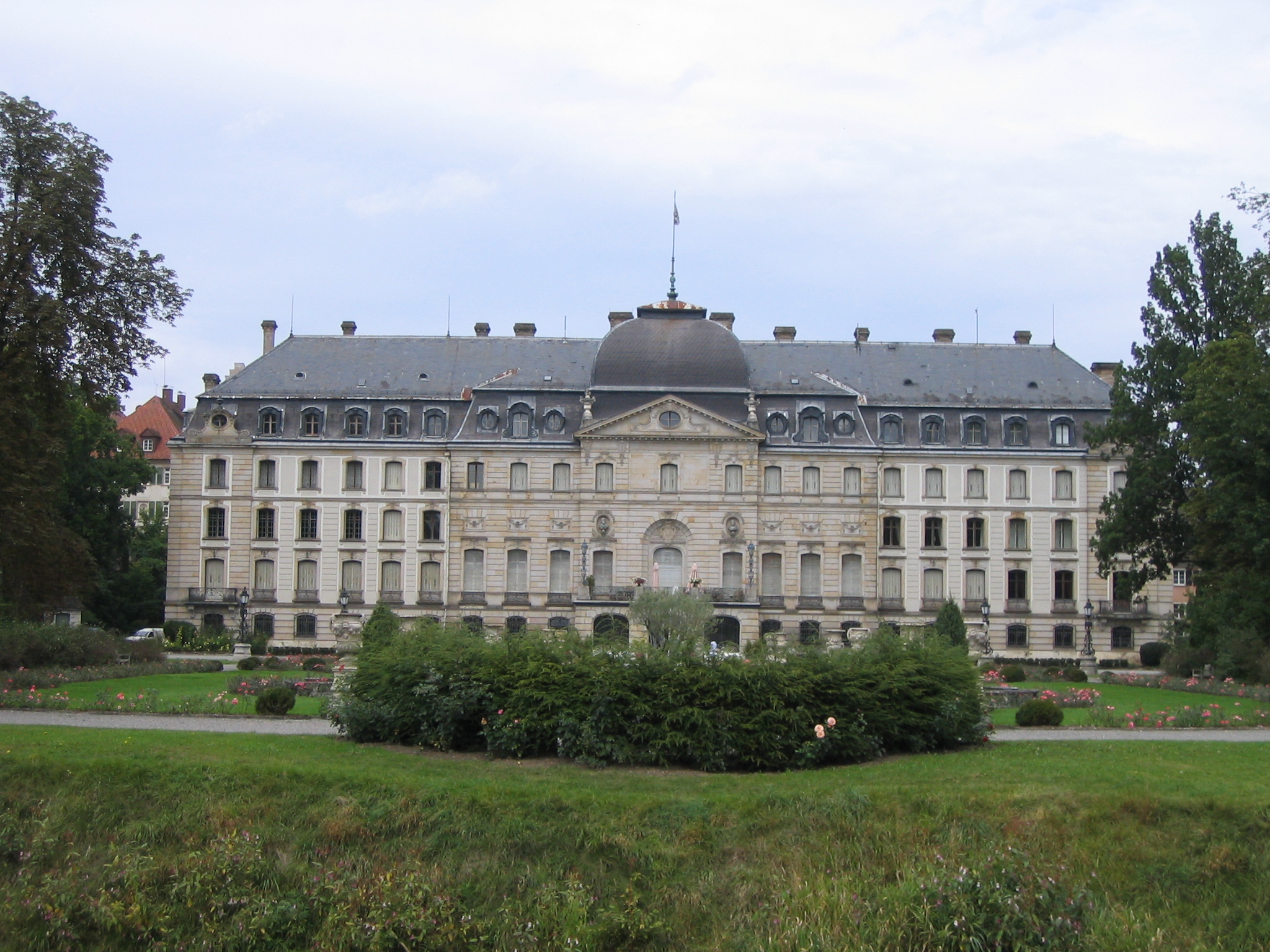
Schloss Donaueschingen
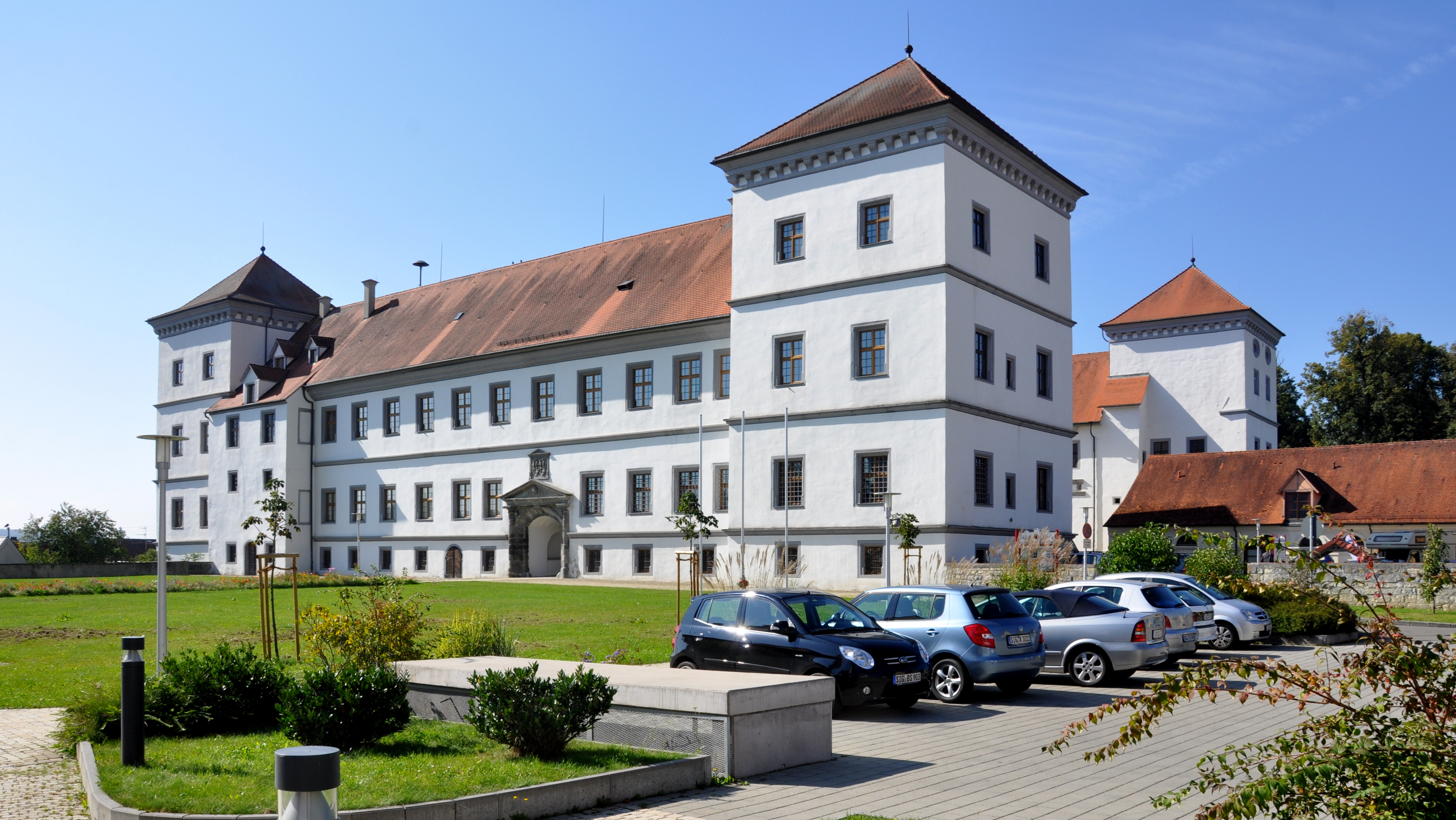
Schloss Meßkirch
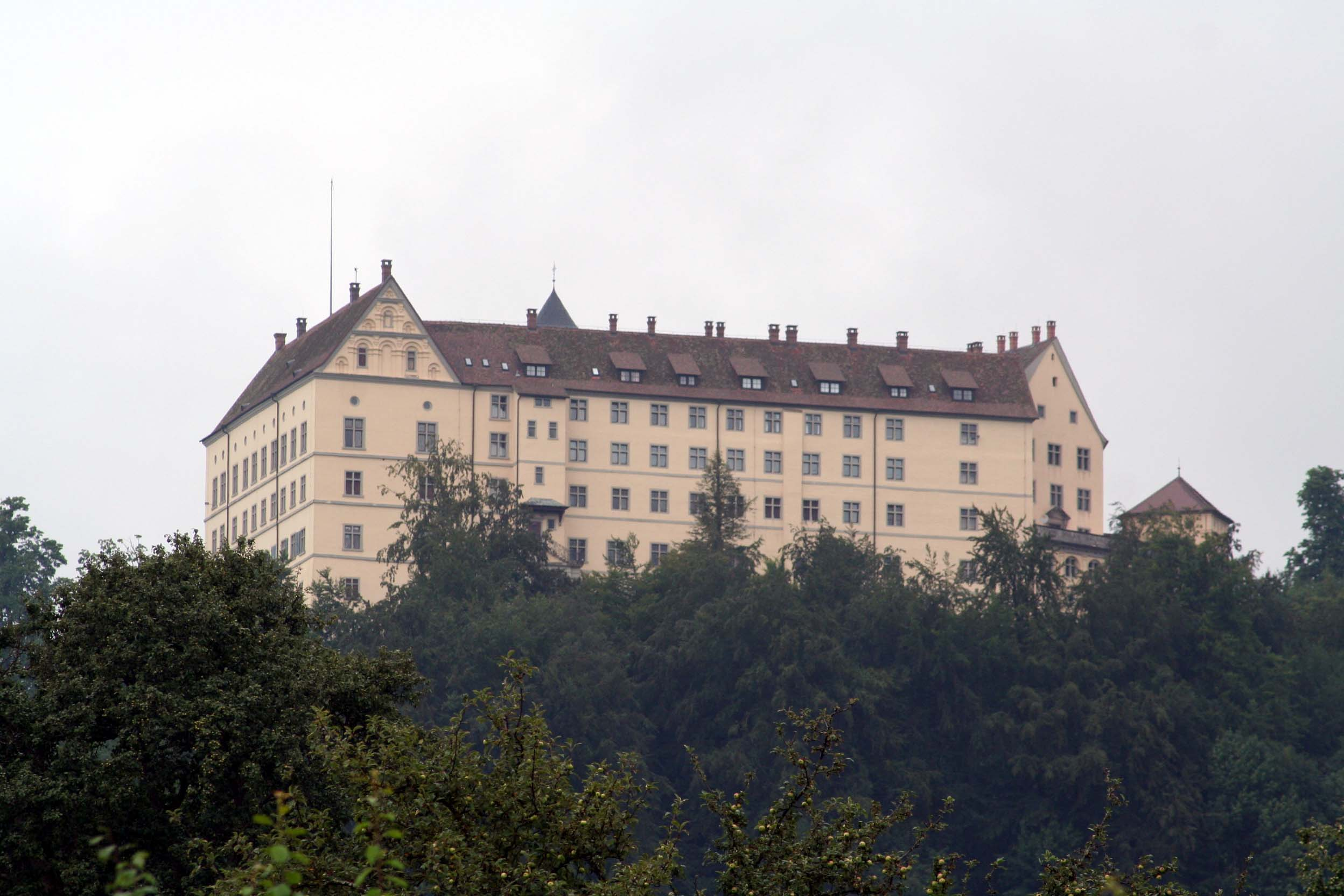
Schloss Heiligenberg

## Territoriale Entwicklung
Von 1664 bis 1716 umfasste das Fürstentum nur die der Linie Fürstenberg-Heiligenberg gehörigen Gebiete – insbesondere die Grafschaft Heiligenberg.
Von 1716 bis 1744 existierten die Fürstentümer Fürstenberg-Stühlingen und Fürstenberg-Meßkirch nebeneinander.
Nach dem Aussterben der Linie Fürstenberg-Meßkirch im Jahre 1744 vereinigte Fürst Joseph Wilhelm Ernst zu Fürstenberg-Stühlingen alle schwäbischen Besitzungen des Gesamthauses Fürstenberg.

## Politisches Gewicht im Reich
Das Fürstentum hatte auf dem Reichstag eine Virilstimme auf der weltlichen Fürstenbank. Im schwäbischen Kreis hatte Fürstenberg eine Stimme auf der Fürstenbank und fünf Stimmen auf der Herrenbank.
Fürstenberg gehörte als katholisches Haus im Reichstag zum Corpus Catholicorum.

## Wappen

Wappen derer von Fürstenberg

Das fürstenbergische Wappen führt Bestandteile des Wappens der Zähringer und der Grafen von Urach zusammen – beides Vorfahren des Fürstenhauses Fürstenberg.
Der rote Adler im goldenen Feld kommt von den Zähringern, die Umrahmung mit blauem und weißem Pelzwerk (heraldischer Kürsch) ist dem unteren Teil des Uracher Wappens entlehnt.
Der Adler hat einen quadrierten Herzschild, der die Wappen von Werdenberg (silberne Kirchenfahne in rot) und Heiligenberg (schwarzer Schrägbalken) enthält.

## Fürstenhaus
Die Geschichte der Grafen von Fürstenberg reicht bis in das 11. Jahrhundert zurück. 1664 wurde Hermann Egon in den Reichsfürstenstand erhoben.
Die bedeutenden Mitglieder des Fürstenhauses widmeten sich vornehmlich dem Dienst für die Häuser Wittelsbach und Habsburg und kümmerten sich relativ wenig um das Fürstentum, wo sie sich auch nur selten aufhielten. Die späteren Fürsten erwarben sich im Reich keine Verdienste mehr, entwickelten das Land jedoch auch wenig, sondern förderten die Künste.

## Verwaltung
Das Fürstentum war in 14 Oberämter eingeteilt (Hüfingen, Möhringen, Blumberg, Löffingen, Neustadt, Stühlingen, Heiligenberg, Trochtelfingen, Jungnau, Neufra, Wolfach, Haslach, Meßkirch, Engen).
Der Regierung in Donaueschingen gehörten ein Kanzler, drei Hof- und zwei Kammerräte sowie der fürstliche Archivar an. Ihr unterstanden das Hofzahlamt und die Finanzverwaltung.

## Rechtsordnung
Das Fürstentum hatte bis zu seinem Ende kein Zivilgesetzbuch – auch nicht für einzelne Landesteile. Zu einzelnen Rechtsbereichen wurden Verordnungen erlassen, so z. B. die Forstordnung für die Landgrafschaft Stühlingen.

## Finanzwesen
Das Fürstentum war bereits um 1750 mit etwa einer Million Gulden verschuldet. Nach dem Regierungsantritt von Fürst Josef Wenzel (1762) stieg die Verschuldung stark an und belief sich bei seinem Tod (1783) auf 1,8 Millionen Gulden. Sein Nachfolger war gezwungen mit den Landschaften des Fürstentums über eine Sondersteuer zu verhandeln.

## Münzwesen
Kaiser Maximilian I. verlieh dem Grafen Wolfgang von Fürstenberg im Jahre 1500 das Münzrecht. Ferdinand II. und Ferdinand III. 1627 und 1642 dieses Recht für die Fürstenberger Grafen Wladislaw und Friedrich Rudolf. Ein Taler des Grafen Egon († 1635) ist die älteste bekannte Münze der Fürstenberger. Die Grafen und Fürsten von Fürstenberg hatten jedoch nie eine eigene Münzprägeanstalt, obwohl es diverse Pläne dazu gab. Die Prägung der Fürstenberger Münzen erfolgte so vornehmlich in Stuttgart, München und Günzburg. Die letzten Fürstenberger Münzen ließ Fürst Karl Joachim mit der Jahreszahl 1804 prägen, nachdem zuletzt im Jahr 1790 für Fürstenberg gemünzt worden war. Gerechnet wurde grundsätzlich im süddeutschen System: 1 Konventionstaler (Konventionsfuß = 10 Taler aus einer Kölner Mark, der Taler zu 2 Gulden, der Gulden zu 60 Kreuzer). Zuletzt gemünzt wurden Taler, 20-, 10-, VI-, III- und Einkreuzermünzen. Die Nominale zwischen Taler und 10 Kreuzern wurden aus Silber, die VI- und III-Kreuzermünzen aus Billon gemünzt. Nur die Einkreuzermünzen bestanden aus Kupfer.

## Militärwesen
Das Fürstentum Fürstenberg hatte Kontingente zu den Truppen des schwäbischen Reichskreises zu stellen. Nach dem Kreisbeschluss von 1732 waren dies im Kriegsfalle 380 Mann, die dem 2. Kreis-Infanterie-Regiment, und 68 Mann, die dem Kreis-Kürassier-Regiment angehörten. Es war also aus einer Bevölkerung von ca. 80.000 ein Aufgebot von ca. 450 Mann zu stellen. In Friedenszeiten war die halbe Mannschaftsstärke in Garnison zu halten.

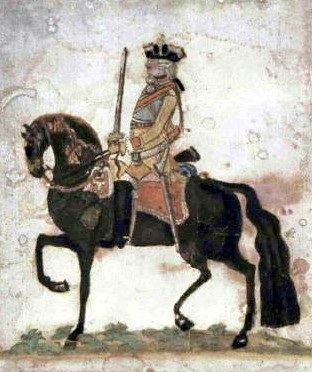
Fürstenbergischer Kürassier um 1770
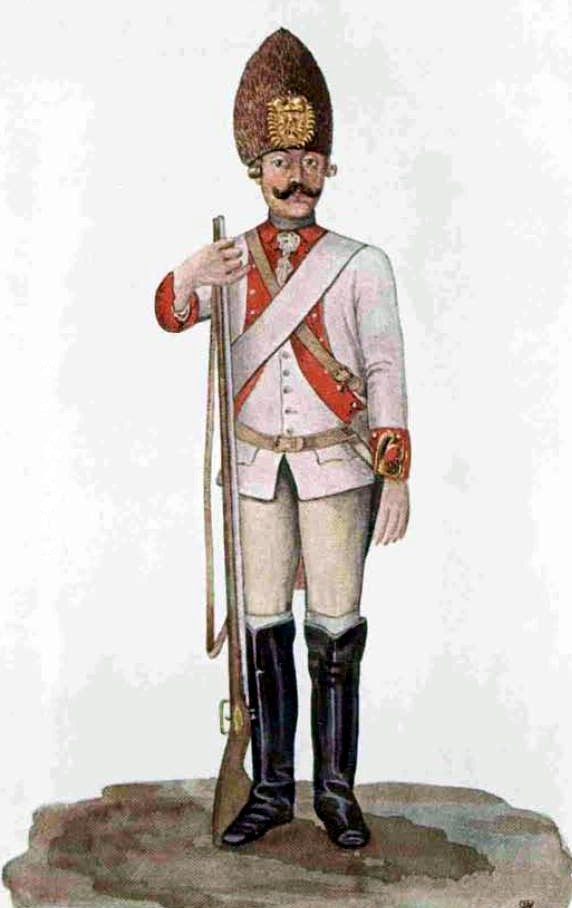
Fürstenbergischer Grenadier um 1790
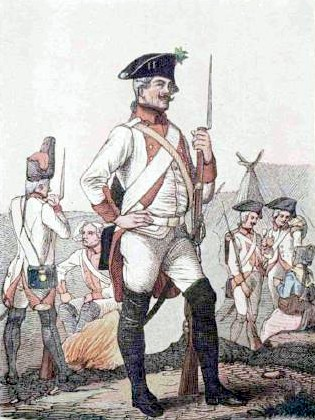
Fürstenbergischer Musketier um 1790

## Kalender
Im Fürstentum galt – wie im ganzen Reich bis 1582 – der Julianische Kalender. Während andere katholische Reichsstände den Kalenderwechsel rascher vornahmen, stellte das Fürstentum erst Ende 1583 um. Dabei ergaben sich auch noch unterschiedliche Stichtage für die verschiedenen Landesteile. Graf Heinrich von Fürstenberg legte für seinen Teil (die Baar und die Herrschaft über Wald) für den 15. Novemberjul. / 25. November 1583greg. fest. Graf Albrecht verfügte für das unter seiner Regierung stehende fürstenbergische Kinzigtal auf den 18. Novemberjul. / 28. November 1583greg. den Kalenderwechsel. Für die Grafschaft Heiligenberg und die Herrschaften Jugnau und Trochtelfingen erfolgte die Umstellung auch Ende 1583, wobei die genauen Daten nicht bekannt sind.

## Religion

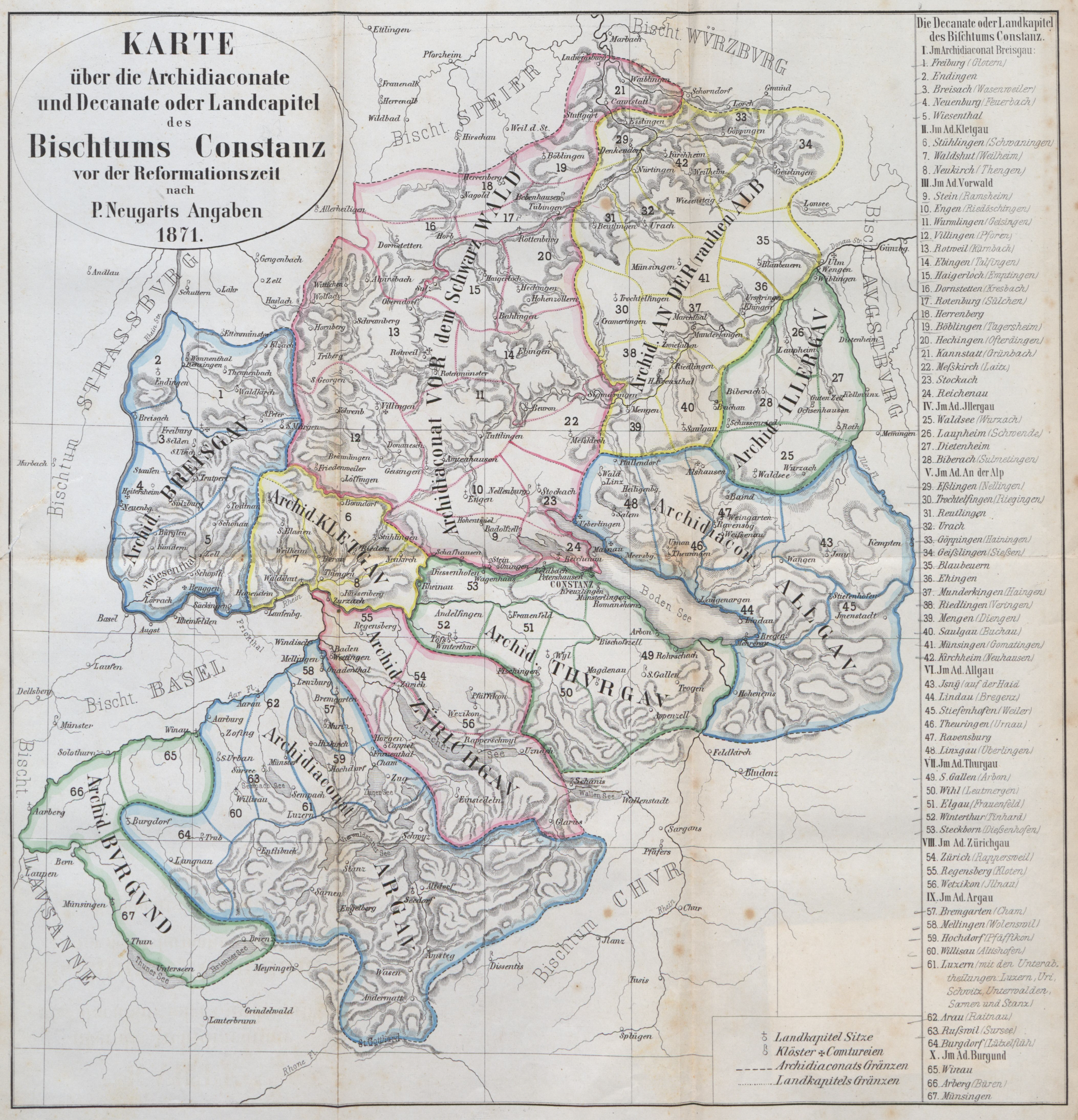
Karte des Bistums Konstanz mit den Archidiakonaten

Das Fürstenhaus und damit das Fürstentum blieben bei der katholischen Religion. Kirchlich gehörte das Territorium zur Diözese Konstanz (Archidiakonat Schwarzwald oder „vor Wald“ genannt), die 1821 – also nach der Mediatisierung des Fürstentums – aufgelöst wurde.
Wie in vielen Territorien war Juden zeitweise auch in Fürstenberg die Niederlassung gestattet und es wurden gegen entsprechende Bezahlung von den Fürsten Schutzbriefe ausgestellt. Am 1. April 1743 lief ein solcher Schutzbrief für die Juden ab und Fürst Joseph Wilhelm wies die Juden aus.
Die jüdische Gemeinde in Stühlingen hatte seit dem 16. Jahrhundert bestanden und zählte um 1700 etwa 25 Familien. Die Stühlinger Gemeinde hatte erst 1720 eine neue Synagoge gebaut.
Auch Juden in Donaueschingen, wo sie seit etwa 1650 ansässig und 1713 mit 18 Familien vertreten waren, mussten 1743 das Fürstentum verlassen.

## Säkularisation der Klöster im Fürstentum
Nachdem 1801 im Friedensvertrag von Lunéville zwischen Frankreich und Österreich große linksrheinische Gebiet des Reiches an Frankreich abgetreten wurden und das Reich zur Entschädigung der betroffenen deutschen Fürsten verpflichtet wurde, befasste sich der Immerwährender Reichstag mit dieser Entschädigungsregelung. Dies geschah durch Säkularisation kirchlicher sowie durch Mediatisierung kleinerer weltlicher Herrschaften bisheriger Reichsstände. Das Fürstentum Fürstenberg hatte keine linksrheinischen Gebiete verloren und daher auch keinen Entschädigungsanspruch. Nachdem die fürstliche Regierung Kenntnis erhielt, dass die auf dem Gebiet des Fürstentums liegenden Klöster dem Deutschen Orden als Teil seiner Entschädigung zugesprochen werden sollten, erhob das Fürstentum am 28. Oktober 1802 beim Reichstag seinerseits Ansprüche auf diese Klöster, um mit deren Einkommen und Vermögen Sozial- und Bildungseinrichtungen zu finanzieren.
Nachdem der Deutsche Orden unter dem Einfluss seines Hochmeisters, Karl von Österreich-Teschen, auf seine diesbezüglichen Ansprüche verzichtet hatte, fasste die fürstliche Regierung am 2. November 1802 nochmals nach. und in seiner 24. Sitzung vom 6. November 1802 beschloss die außerordentliche Reichsdeputation die Klöster dem Fürstentum zu übereignen.
Im November 1802 wurde das Vermögen der auf fürstenbergischem Territorium liegenden Klöster auf Anordnung von Fürst Karl Joachim zu Fürstenberg vorläufig in Besitz genommen. Ende des Jahres 1802 bzw. Anfang 1803 erfolgte die endgültige Inbesitznahme. Es handelte sich insbesondere um acht Frauenklöster (u. a. Kloster Friedenweiler, Kloster Neudingen).
Nach der Mediatisierung des Fürstentums im Jahre 1806 wollte die badische Regierung dem Haus Fürstenberg das Klostervermögen entziehen und für die Sozial- und Bildungsaufwendungen des neuen Staates, Großherzogtum Baden, verwenden. Letztlich wurde jedoch auf vier Frauenklöster verzichtet, obwohl das Haus Fürstenberg die 1802 gegenüber der Reichsdeputation „angekündigten Vorhaben hinsichtlich des Schul- und Krankenwesen so gut wie nicht durchgeführt“ hatte.
„Durch die Konfiskation des Ordenseigentums hat sich das Haus Fürstenberg in den Besitz bedeutender Liegenschaften und Renten zu bringen und diesen auch zu behaupten gewußt. Sein bleibender Gewinn bestand aus 2100 Hektar an Wäldern und Feldern, die etwa den zehnten Teil der fürstlichen Privatliegenschaften ausmachten.“ Teil dieses Zugewinns war das Vermögen des Klosters Neudingen.

## Mediatisierung
1804 beerbte der gerade achtjährige Karl Egon II. zu Fürstenberg den Reichsfürsten Karl Joachim. Seine Mutter, Elisabeth zu Fürstenberg übernahm zusammen mit einem entfernten Onkel aus der mährischen Linie, Landgraf Joachim Egon von Fürstenberg, die vormundschaftliche Regierung. Die Führung der Regierungsgeschäfte lag bei Joseph Kleiser von Kleisheim, dem noch von Karl Joachim ernannten Regierungspräsidenten.
Obwohl Karl Joachim Sympathien für das neue Frankreich zeigte und versuchte, sich von den Habsburgern abzusetzen, galt das Haus Fürstenberg als Parteigänger Österreichs. Die weitläufigen Besitzungen der Familie in Österreich und Böhmen bestärkten Frankreich in dieser Auffassung. Das Haus Fürstenberg hatte zudem keine Kinder im heiratsfähigen Alter, wodurch es für Napoleons Pläne, seine Familie mit dem europäischen Hochadel zu verbinden, nicht in Frage kamen. Dies war eine gegenüber den Nachbarn aus den Häusern Bayern, Württemberg und Baden deutlich schlechtere Ausgangslage, als es um die Neuordnung Süddeutschlands ging. Kleisers Bemühungen, sich mit anderen reichsfreien Ständen auf einen neuen gemeinsamen Staat zu einigen und dieses Konzept bei Napoleon und seinen Diplomaten durchzusetzen, schlugen fehl. Letztlich verfolgte die fürstenbergische Diplomatie nur noch das Ziel, möglichst geschlossen an Baden zu kommen und die ungeliebte württembergische Herrschaft zu vermeiden.
Die Rheinbundakte hatte 1806 die Mediatisierung des Fürstentums Fürstenberg und dessen Aufteilung auf Baden, Württemberg und Hohenzollern-Sigmaringen zur Folge, wobei der größte Teil an Baden fiel. Nur die Ämter Jungnau und Trochtelfingen und Teile des Amtes Meßkirch wurden Hohenzollern-Sigmaringen zugeschlagen, das Amt Neufra erhielt das Königreich Württemberg.

## Bestandteile des Fürstentums
Zum Fürstentum werden die von den Reichsfürsten zu Fürstenberg regierten Gebiete im schwäbischen Reichskreis gezählt. Die Besitzungen des Fürstenhauses Fürstenberg in Böhmen (Vereinigte Herrschaften und Güter Pürglitz, Kruschowitz, Nischburg, Wschetat, Panaschow-Augezd, Skřiwan, Podmokl und Woleschna), Mähren und Österreich (Weitra, Reinpolz, Wasen) werden hingegen nicht dazu gerechnet, da sie unter österreichischer Landesherrschaft standen.
Die schwäbischen Besitzungen waren ein Gemisch von Allodial-Gütern und Reichslehen, wobei die in den einzelnen Gebieten den Fürstenberg zustehenden Rechte wiederum recht unterschiedlich waren.
| Teilgebiet                               | Jahr des Erwerbs | Vorbesitzer                    | Art des Erwerbs               |
| ---------------------------------------- | ---------------- | ------------------------------ | ----------------------------- |
| Landgrafschaft Baar                      | 1218             | Grafen von Sulz                |                               |
| Herrschaft Haslach                       | 1250             |                                |                               |
| Herrschaft Wolfach                       | 1290             | Friedrich von Wolfach          | Heirat und Erbschaft          |
| Burg Burg und Herrschaft Hausach         | 1303             | Grafen von Freiburg            | Heirat                        |
| Herrschaft Wartenberg                    | um 1307          | Edelfreie von Wartenberg       | Erbe                          |
| Herrschaft Prechtal                      | 1409             | Grafen von Habsburg-Laufenburg | Kondominium mit Baden-Durlach |
| Stadt Donaueschingen                     | 1488             | Barbara von Habsberg           | Kauf                          |
| Herrschaft Romberg                       | 1490             | Herren von Geroldseck          | Kauf                          |
| Herrschaft Lenzkirch                     | 1491             | Herren von Blumenegg           | Kauf 6. Mai 1491              |
| Herrschaft Schenkenzell                  | 1498             | Herren von Geroldseck          | Kauf                          |
| Bachzimmerer Tal                         | 1527             | Philipp von Almshofen          | Kauf                          |
| Herrschaft Trochtelfingen                | 1534             | Grafen von Werdenberg-Sargans  | Erbe                          |
| Herrschaft Jungnau                       | 1534             | Grafen von Werdenberg-Sargans  | Erbe                          |
| Grafschaft Heiligenberg (früher Linzgau) | 1534             | Grafen von Werdenberg-Sargans  | Erbe                          |
| Herrschaft Blumberg                      | 1537             | Herren von Bodmann             | Kauf                          |
| Herrschaft Möhringen                     | 1553             | Hans Amstad zu Randegg         | Kauf                          |
| Stadt Hüfingen                           | 1620             | Freiherren von Schellenberg    | Kauf                          |
| Herrschaft Meßkirch                      | 1627             | Grafen von Helfenstein         |                               |
| Herrschaft Gundelfingen                  | 1627             | Grafen von Helfenstein         | Erbe                          |
| Herrschaft Neufra                        | 1627             | Grafen von Helfenstein         |                               |
| Herrschaft Wildenstein                   | 1627             | Grafen von Helfenstein         |                               |
| Herrschaft Falkenstein                   | 1627             | Grafen von Helfenstein         |                               |
| Landgrafschaft Stühlingen                | 1639             | Grafen von Papenheim           |                               |
| Herrschaft Hohenhöwen (Hohenhewen)       | 1639             | Grafen von Papenheim           |                               |
| Herrschaft Waldsberg                     | 1656             |                                |                               |
| Herrschaft Schlatt am Randen             | 1749             | Diepold von Tannenberg         | Kauf                          |
| Herrschaft Aulfingen                     | 1776             | Freiherren von Wessenberg      |                               |
| Herrschaft Hausen vor Wald               | 1783             | Freiherren von Schellenberg    |                               |

## Regierende Fürsten zu Fürstenberg
|  | Name (Lebensdaten) | Regierungszeit | Anmerkungen |
|  | --- | -------------- | --- |
|  | Hermann Egon zu Fürstenberg-Heiligenberg (* 5. November 1627; † 10. September 1674 in München)                                       | 1664–1674      | |
|  | Anton Egon zu Fürstenberg-Heiligenberg (* 23. April 1656 in München; † 10. Oktober 1716 im Alten Jagdschloss Wermsdorf in Wermsdorf) | 1674–1716      | |
|  | Froben Ferdinand Maria zu Fürstenberg-Mößkirch (* 6. August 1664 in Meßkirch; † 4. April 1741)                                       | 1716–1741      | |
|  | Karl Friedrich Nikolaus zu Fürstenberg-Mößkirch (* 9. August 1714 in Meßkirch; † 7. September 1744 in Hüfingen)                      | 1741–1744      | letzter Vertreter der Linie Fürstenberg-Mößkirch |
|  | Joseph Wilhelm Ernst zu Fürstenberg-Stühlingen (* 13. April 1699 in Augsburg; † 29. April 1762 in Wien)                              | 1744–1762      | verlegte 1723 die Residenz von Stühlingen nach Donaueschingen; vereinigte 1744 die Linie Stühlingen mit der ausgestorbenen Linie Messkirch; er organisierte eine einheitliche Landesverwaltung und gilt daher als der eigentliche Begründer des Fürstentums |
|  | Joseph Wenzel zu Fürstenberg-Stühlingen (* 21. März 1728 in Prag; † 2. Juni 1783 in Donaueschingen)                                  | 1762–1783      | begründete 1762 die Hofkapelle; führte 1777 die Feuerversicherung ein; behinderte Industrieansiedlungen und förderte die Heimarbeit |
|  | Joseph Maria Benedikt zu Fürstenberg-Stühlingen (* 9. Januar 1758 in Donaueschingen; † 24. Juni 1796 in Donaueschingen)              | 1783–1796      | begründete 1784 das Hoftheater |
|  | Karl Joachim Franz de Paula zu Fürstenberg-Stühlingen (* 31. März 1771 in Donaueschingen; † 17. Mai 1804 in Donaueschingen)          | 1796–1804      | |
|  | Karl Egon II. zu Fürstenberg (* 28. Oktober 1796 in Prag; † 22. Oktober 1854 in Ischl)                                               | 1804–1806      | |